# Lethrus borealis
Lethrus borealis is een keversoort uit de familie mesttorren (Geotrupidae). De wetenschappelijke naam van de soort werd in 1973 gepubliceerd door Nikolajev.